# 佐藤勇 (政治家)
佐藤 勇（さとう いさむ、1942年（昭和17年）7月20日 - 2025年7月12日）は、日本の政治家。宮城県栗原市長（3期）、宮城県議会議員（5期）、宮城県議会議長（第31代）などを務めた。

## 来歴
兵庫県三田市に生まれ、宝塚市に育つ。大阪星光学院高等学校卒業。1965年（昭和40年）3月、立教大学文学部史学科卒業。同年4月、衆議院議員・大石武一の秘書となる。1969年（昭和44年）11月、アジア・アフリカ研究所を卒業。1971年（昭和46年）に環境庁長官の秘書官に就いたのち、1972年（昭和47年）8月に再び大石の秘書となる。
1983年（昭和58年）4月、宮城県議会議員選挙に初当選。1999年（平成11年）に5回目の当選。2001年（平成13年）7月、第31代宮城県議会議長に就任。2003年（平成15年）の県議選で落選。
2005年（平成17年）4月1日、栗原郡全10町村（築館町、若柳町、栗駒町、高清水町、一迫町、瀬峰町、鶯沢町、金成町、志波姫町、花山村）が合併し「栗原市」が成立。これに伴って5月1日に行われた市長選で初当選。3選後に引退。
くりはら田園鉄道株式会社10代目社長も1997年（県議時代）から会社が解散する2007年（市長時代）まで務めた。
2018年春の叙勲で旭日中綬章を受章。
2025年7月12日の夜、栗原市内の病院で肺炎のため死去。82歳没。

## 市長選挙の結果

### 2005年（平成17年）
2005年（平成17年）5月1日執行。旧若柳町長の菅原郁夫、旧志波姫町長の鹿野清一ら2候補を破り初当選。
※当日有権者数：67,808人 最終投票率：84.41%（前回比：pts）
| 候補者名 | 年齢 | 所属党派 | 新旧別 | 得票数   | 得票率 | 推薦・支持             |
| -------- | ---- | -------- | ------ | -------- | ------ | ---------------------- |
| 佐藤勇   | 62   | 無所属   | 新     | 23,403票 | 42.02% | （推薦）自民党・公明党 |
| 菅原郁夫 | 74   | 無所属   | 新     | 20,569票 | 36.93% |                        |
| 鹿野清一 | 72   | 無所属   | 新     | 11,728票 | 21.05% |                        |

### 2009年（平成21年）
2009年（平成21年）4月12日告示。無投票により再選。

### 2013年（平成25年）
2013年（平成25年）4月21日執行。元市議の千葉健司を破り3選。
※当日有権者数：62,535人 最終投票率：72.67%（前回比：-11.74pts）
| 候補者名 | 年齢 | 所属党派 | 新旧別 | 得票数   | 得票率 | 推薦・支持 |
| -------- | ---- | -------- | ------ | -------- | ------ | ---------- |
| 佐藤勇   | 70   | 無所属   | 現     | 25,534票 | 57.33% |            |
| 千葉健司 | 56   | 無所属   | 新     | 19,001票 | 42.67% |            |

## その他
栗原市長の在職中、栗原市議会に漢字表記が同じ佐藤勇（こちらは「いさむ」ではなく「いさみ」）という議員がいた。